# ماركو ماروليتش
كان ماركو ماروليتش سبليتشانين، (18 أغسطس 1450- 5 يناير 1524)، شاعرًا ومحاميًا وقاضيًا كرواتيًا، وناشطًا في النهضة الإنسانية، وهو الذي صاغ مصطلح «علم النفس». هو الشاعر الوطني لكرواتيا. وفقًا لجورج جيه. غوتشه، فإن قصيدة ماروليتش الملحمية جوديتا «هي أول قصيدة طويلة باللغة الكرواتية» و «تمنح ماروليتش مكانة في أدب بلاده تقارن بمكانة دانتي في الأدب الإيطالي». علاوة على ذلك، فإن شعر ماروليتش باللاتينية من صنف رفيع إلى درجة أن أقرانه لقبوه «بفيرجيل المسيحي».
سُمي ماروليتش «بتاج العصر القروسطي الكرواتي»، و «أبو النهضة الكرواتية»، و «أبو الأدب الكرواتي».
وفقًا للباحث براتيسلاف لوتشين، كان ماروليتش واسع المعرفة في الكتاب المقدس المسيحي وفي آباء الكنيسة. في الوقت نفسه، قرأ ماروليتش باهتمام الكلاسيكيات اليونانية واللاتينية قبل المسيحية. قرأ وترجم الحكم الساخرة اللاتينية، وكتب تعليقات عن شعر كتولوس الجنسي، وقرأ كتاب ساتيريكون لبترونيوس وأُعجب بإيراسموس الروتردامي. ألف ماروليتش أيضًا أعمالًا ملحمية في الشعر المسيحي والمرثيات الإنسيانية بل وحكمًا ساخرة وجنسية.
وفقًا لفرانز بوسيت، فقد كان ماروليتش يطمح إلى المثل الإنساني لعصر النهضة المتمثل في الرجل الشامل. ولهذه الغاية اهتم بالرسم والتلوين والتاريخ المحلي والوطني واللغات والشعر. ظل هدفه الكلي دائمًا تجديد المسيحية كما قدمه الإصلاح المضاد لاحقًا. لهذا السبب، مثل العديد من ناشطي النهضة الإنسانية الآخرين الذين شاركوه وجهات نظره، ندد ماروليتش بالسيمونية والفجور بين القسوس الرومانيين الكاثوليك وأعضاء التسلسل الهرمي بلغة عنيفة في كثير من الأحيان في جميع كتاباته.
لكن على الرغم من أنه عاش في زمان مارتن لوثر ونشرت لهما اثنتين من مطابع بيزل نفسها، لم تذكر كتابات أحدهما المجمعة الآخر. في ظل الافتقار إلى الاكتشافات الجديدة، يجب الافتراض أن كلا اللاهوتيين لم يكن عارفًا بوجود الآخر. وفي الوقت نفسه، تشارك الرجلان إيمانًا شائعًا (بإنجيل الحقيقة) و (لاهوت التقوى). بنى كلاهما أيضًا لاهوته المختلف على التدريب المماثل الذي تلقاه في المدرسية والنهضة الإنسانية والإيمان الحديث. مثل زملائه من الإنسانيين في عصر النهضة يوهان روشلين وإيراسموس الروتردامي وتوماس مور وجون فيشر، ظل ماركو ماروليتش ملتزمًا بالتجديد الداخلي للكاثوليكية الرومانية ومخلصًا للكرسي الرسولي، في حين أن مارتن لوثر وأتباعه لم يفعلوا ذلك.
أصاب كتابات ماروليتش باللغة اللاتينية في عصر النهضة، والتي كانت موضع عشق وحسد في جميع أنحاء أوروبا، نفس المصير الذي حل بمعظم الأدب الإنساني في عصر النهضة، ولفّها النسيان. ومع ذلك، وفقًا للوتشين، فقد كشف مرور الوقت بالتدريج عن شبكة التأثير المهمة التي نسجها الشاعر والكاتب في جميع أنحاء أوروبا وخارج حدودها. حظيت كتابات ماروليتش بإعجاب رجال كنيسة مثل القديسين فرنسيس كسفاريوس، وفرنسيس دي ساليس، وبيتر كانيسيوس، وتشارلز بوروميو، والملوك ورجال الدولة مثل الملك هنري الثامن وتوماس مور والإمبراطور كارل الخامس وقلدها شعراء مثل جان دانتيشيك وكونراد بيوتنغر وفرانسيسكو دي كيفيدو. علاوة على ذلك، ما تزال مخطوطات أعمال مارولتيش التي كان يُعتقد سابقًا أنها فُقدت، مثل قصيدته الملحمية المسيحية دافيدياد في عام 1952، وترجمته الأدبية اللاتينية الكرواتية لكتاب توماس آ كيمبيس تقليد المسيح في 1989، ومخطوطة غلاسكو في عام 1995، تظهر باستمرار وتُنشر متأخرة للمرة الأولى.
ومؤخرًا، اقتبس البابا يوحنا بولس الثاني من قصيدة ماروليتش في خلال زيارته الرسولية عام 1998 إلى سولين بكرواتيا.

## سيرته
وُلد ماروليتش في 18 أغسطس 1450 لعائلة من طبقة النبلاء الكرواتية في سبليت بدلماسية. كان أكبر سبعة أطفال. ما زال القصر الذي وُلد فيه قائمًا في شارع باباليتش بسبليت. انحدر والده نيكولا ماروليتش من عائلة بيتشينيتش (بيتزيني بالإيطالية). كان ماروليتش سليل فرع من العائلة يعود للقرن الخامس عشر كان اسم مؤسسه بيتار، والذي أطلق على هذا الفرع لقب ماروليتش أو مارولوس أو دي ماروليس في القرن الخامس عشر. كانت والدته دوبريكا دي ألبيرتيس من طبقة النبلاء الإيطالية.
لا يُعرف إلا القليل عن حياته، والحقائق القليلة الباقية غير موثوقة في الغالب. من المؤكد أنه ارتاد مدرسة في سبليت يديرها الباحث الإنساني النهضوي الإيطالي تيديو أتشياريني (1430- 1490). يُعرف أيضًا أن تعليم ماروليتش تضمن تعليمًا باللغة اليونانية على يد هيرونيموس جينيسيوس بيسينتينوس. على الرغم من أن مكتبته تضمنت لاحقًا كتبًا مدرسية عن اللغة، فقد كانت قراءة ماروليتش ونطقه لها غير سليمين ونادرًا ما استخدم الكلمات اليونانية.
بعد أن أنهى ماروليتش دراسته، يُعتقد أنه درس القانون في جامعة بادوا، وبعد ذلك قضى معظم حياته في بلدته الأم. بعد انتهاء علاقة الحب سيئة الحظ التي ربطته بإحدى نبلاء سبليت عندما دفنها والدها، قائد الحامية العسكرية لجيش البندقية في المدينة، وهي حية، عاش ماروليتش الحزين لعامين تقريبًا طالب ترهُّب في دير بجزيرة سولتا في البحر الأدرياتيكي. بعد أن عاد ماروليتش إلى سبليت، مارس المحاماة وشغل منصب قاض وممتحن لسجلات التوثيق ومنفذ وصايا. وبسبب عمله، صار العضو الأكثر تميُزًا في دائرة سبليت الإنسانية.
نُشر كتاب ماروليتش (المبشّر)، وهو ملخص أخلاقي ولاهوتي لنصوص العهد القديم والجديد، لأول مرة في عام 1487. في 1519، نُشرت نسخة أخرى من «المبشر» على يد سيباستيان مونستر.
بين عامي 1496 و1499، عمل ماروليتش على ملخص للأخلاق المسيحية بعنوان (تعليمات لعيش حياة فاضلة مبنية على مثال القديسين). إضافة إلى كونه مبنيًا على أمثلة العهدين القديم والجديد، اعتمد ماروليتش أيضًا على كتابات القديس جيروم وغريغوري العظيم ويوسابيوس القيصري ويوحنا كاسيان وحيواة القديسين وغيرهم من الكتّاب الكنسيين.
نُشر الكتاب للمرة الأولى باللاتينية في البندقية عام 1507 واشتُهر في المناطق الناطقة بالألمانية عندما أعاد آدم بيتري طباعته في بازل عام 1513. طُبع الملخص على نطاق واسع مرارًا وتكرارًا وتُرجم إلى العديد من اللغات المحلية، ما رسخ شهرة ماروليتش في جميع أرجاء أوروبا.